# Bron (Frankrijk)
Bron is een gemeente in de Franse Métropole de Lyon (regio Auvergne-Rhône-Alpes). De gemeente telde 42.850 inwoners op 1 januari 2022. De oppervlakte bedraagt 10,3 km², de bevolkingsdichtheid is 3757,3 inwoners per km².
Bron ligt ten oosten van de stad Lyon. Bron behoort tot de 25 gemeenten die worden aangeduid met Est lyonnais. 

## Bezienswaardig
- 19e-eeuwse fort van Bron, gebouwd tussen 1875 en 1878
- Asiel van Bron (1876), gebouwd voor de opvang van daklozen
- Kerk Saint-Denis (19e eeuw) die de te klein geworden middeleeuwse kerk verving
- Maison forte (13e eeuw)

## Geschiedenis
Bron werd voor het eerst vermeld in 1202. Het was tijdens het ancien régime een heerlijkheid. Een eerste kapel werd gebouwd rond 1270.
In 1881 kwam er een verbinding met Lyon via een stoomtram. Deze werd in 1902 vervangen door een elektrische tram. In 1910 werd er een vliegveld geopend in Bron. Tijdens de Tweede Wereldoorlog was hier vanaf 1942 een Duits militair vliegveld. Dit was in 1944 het doelwit van geallieerde luchtbombardementen. Onder andere de kerk werd hierbij deels vernield.
Vanaf de jaren 1920 begon de verstedelijking van Bron. Dit werd verdergezet na de oorlog en nu verschenen er ook appartementsgebouwen. In 1958 werd het nieuwe gemeentehuis ingehuldigd.

## Demografie
Onderstaande figuur toont het verloop van het inwonertal (bron: INSEE-tellingen).

## Geografie
De oppervlakte van Bron bedroeg op 1 januari 2022 10,3 vierkante kilometer; de bevolkingsdichtheid was toen 4.160,2 inwoners per km².
De onderstaande kaart toont de ligging van Bron met de belangrijkste infrastructuur en aangrenzende gemeenten.

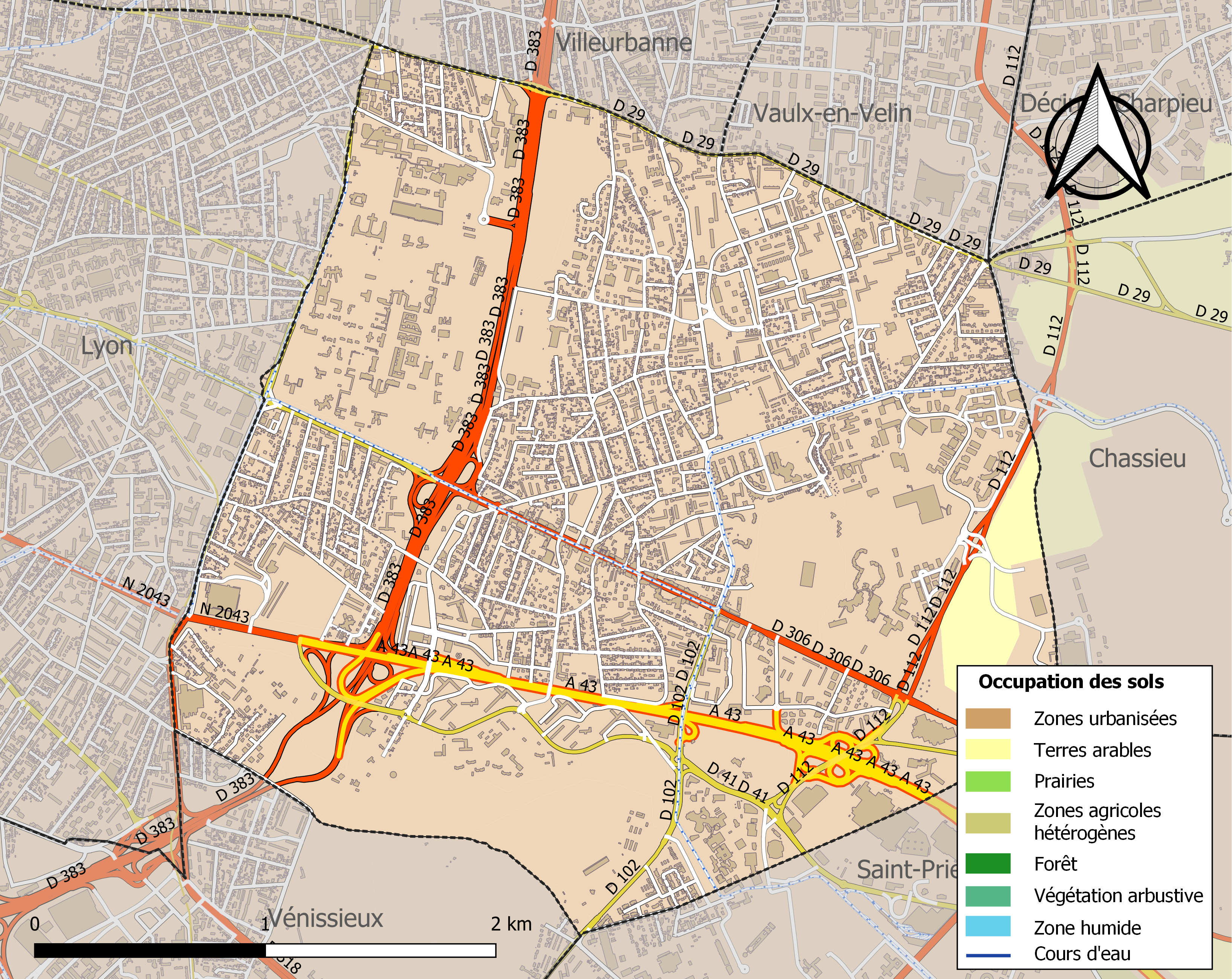

## Verkeer en vervoer
Sinds 1973 wordt het zuidelijke deel van de gemeente doorkruist door de A43. Sinds 2001 wordt bron met Lyon verbonden door Tramlijn 2. De dichtstbijzijnde metrohalte is Mermoz - Pinel (Lijn D).

## Geboren
- Sacha Theocharis (1990), freestyleskiër

Albigny-sur-Saône · Bron · Cailloux-sur-Fontaines · Caluire-et-Cuire · Champagne-au-Mont-d'Or · Charbonnières-les-Bains · Charly · Chassieu · Collonges-au-Mont-d'Or · Corbas · Couzon-au-Mont-d'Or · Craponne · Curis-au-Mont-d'Or · Dardilly · Décines-Charpieu · Écully · Feyzin · Fleurieu-sur-Saône · Fontaines-Saint-Martin · Fontaines-sur-Saône · Francheville · Genay · Givors · Grigny · Irigny · Jonage · Limonest · Lissieu · Lyon · Marcy-l'Étoile · Meyzieu · Mions · Montanay · La Mulatière · Neuville-sur-Saône · Oullins-Pierre-Bénite · Poleymieux-au-Mont-d'Or · Quincieux · Rillieux-la-Pape · Rochetaillée-sur-Saône · Saint-Cyr-au-Mont-d'Or · Saint-Didier-au-Mont-d'Or · Sainte-Foy-lès-Lyon · Saint-Fons · Saint-Genis-Laval · Saint-Genis-les-Ollières · Saint-Germain-au-Mont-d'Or · Saint-Priest · Saint-Romain-au-Mont-d'Or  · Sathonay-Camp · Sathonay-Village · Solaize · Tassin-la-Demi-Lune · La Tour-de-Salvagny · Vaulx-en-Velin · Vénissieux · Vernaison · Villeurbanne